# Światowy Dzień Turystyki
Światowy Dzień Turystyki (ang. World Tourism Day, WTD) – święto turystyki obchodzone corocznie 27 września, ustanowione przez wyspecjalizowaną organizację ONZ (UNWTO), członkiem której jest Polska od
1975 roku. W 1979 decyzją UNWTO uchwalono Światowy Dzień Turystyki.

## Historia
Pierwsze obchody odbyły się w 1980 roku pod hasłem „Tourism's contribution to the preservation of cultural heritage and to peace and mutual understanding” („Wkład turystyki dla zachowania dziedzictwa kulturowego, pokoju i wzajemnego zrozumienia”).
Celem tego dnia jest podniesienie świadomości na temat roli turystyki w ramach społeczności międzynarodowej i pokazania, jak wpływa na społeczne, kulturowe, polityczne i ekonomiczne wartości na całym świecie.
Na XII sesji w Stambule w Turcji, w październiku 1997 roku Zgromadzenie Ogólne UNWTO postanowiło wyznaczyć kraj podejmujący co roku działania jako partner w organizowaniu obchodów Światowego Dnia Turystyki.

## Tematy Światowego Dnia Turystyki (od 1998)
| Rok  | Hasło | Hasło (tłumaczenie)                                                                             | Gospodarz                                                 |
| ---- | --- | ----------------------------------------------------------------------------------------------- | --------------------------------------------------------- |
| 1998 | „Public-private sector partnership: the key to tourism development and promotion”                         | „Partnerstwo publiczno-prywatne w sektorze: klucz do rozwoju turystyki i promocji”              | Meksyk                                                    |
| 1999 | „Tourism: preserving world heritage for the new millennium”                                               | „Turystyka: zachowanie dziedzictwa świata w nowym tysiącleciu”                                  | Chile                                                     |
| 2000 | „Technology and nature: two challenges for tourism at the dawn of the twenty-first century”               | „Technologia i natura: dwa wyzwania dla turystyki na progu XXI wieku”                           | Niemcy                                                    |
| 2001 | „Tourism: a toll for peace and dialogue among civilizations”                                              | „Turystyka opłatą na rzecz pokoju i dialogu między cywilizacjami”                               | Iran                                                      |
| 2002 | „Ecotourism, the key to sustainable development”                                                          | „Ekoturystyka kluczem do zrównoważonego rozwoju”                                                | Kostaryka                                                 |
| 2003 | „Tourism: a driving force for poverty alleviation, job creation and social harmony”                       | "Turystyka siłą napędową dla złagodzenia ubóstwa, tworzenia miejsc pracy i harmonii społecznej” | Algieria                                                  |
| 2004 | „Sport and tourism: two living forces for mutual understanding, culture and the development of societies” | „Sport i turystyka: dwie żywotne siły wzajemnego zrozumienia, kultury i rozwoju społeczeństw”   | Malezja                                                   |
| 2005 | „Travel and transport: from the imaginary of Jules Verne to the reality of the 21st century”              | „Podróże i transport: z wyobraźnią Juliusza Verne do rzeczywistości XXI wieku”                  | Katar                                                     |
| 2006 | „Tourism Enriches”                                                                                        | „Turystyka wzbogaca”                                                                            | Portugalia                                                |
| 2007 | „Tourism opens doors for women”                                                                           | „Turystyka otwiera drzwi dla kobiet”                                                            | Sri Lanka                                                 |
| 2008 | „Tourism Responding to the Challenge of Climate Change and global warming”                                | „Turystyka odpowiedzią na wyzwanie zmian klimatycznych i globalnego ocieplenia”                 | Indie                                                     |
| 2009 | „Tourism – Celebrating Diversity”                                                                         | „Turystyka – świętując różnorodność”                                                            | Ghana                                                     |
| 2010 | „Tourism and Biodiversity”                                                                                | „Turystyka i bioróżnorodność”                                                                   | Chiny                                                     |
| 2011 | „Tourism – Linking Cultures”                                                                              | „Turystyka – łączenie kultur”                                                                   | Asuan, Egipt                                              |
| 2012 | „Tourism and Sustainable Energy”                                                                          | „Turystyka i zrównoważona energia”                                                              | Maspalomas, Gran Canaria                                  |
| 2013 | „Tourism and Water: Protecting our Common Future”                                                         | „Turystyka i woda: Chroniąc naszą wspólną przyszłość”                                           | Malediwy                                                  |
| 2014 | „World Tourism Day 2014: Celebrating tourism and community development”                                   | „Światowy Dzień Turystyki 2014: Obchodząc święto turystyki i rozwoju społecznego”               | Guadalajara, Meksyk                                       |
| 2015 | "World Tourism Day 2015: 1 Billion Tourists 1 Billion Opportunities"                                      | "Miliard turystów, miliard możliwości"                                                          | Burkina Faso                                              |
| 2016 | "World Tourism Day 2016: Tourism for all - Promoting Universal Accessibility"                             | "Turystyka dla wszystkich – promocja powszechnej dostępności"                                   | Tajlandia                                                 |
| 2017 | "World Tourism Day 2017: Sustainable Tourism - a Tool for Development"                                    | "Zrównoważona turystyka - narzędziem rozwoju"                                                   | Katar                                                     |
| 2018 | "World Tourism Day 2018: Sustainability & digital transformation in tourism"                              | "Znaczenie technologii cyfrowych w rozwoju turystyki"                                           | Węgry                                                     |
| 2019 | "World Tourism Day 2019 celebrates: Tourism and jobs: a better future for all”                            | "Turystyka i praca - lepsza przyszłość dla wszystkich"                                          | Nowe Delhi                                                |
| 2020 | "World Tourism Day 2020: Tourism and rural development"                                                   | „Turystyka i rozwój obszarów wiejskich“                                                         | MERCOSUR (Argentyna, Brazylia, Paragwaj, Urugwaj) i Chile |
| 2021 | "World Tourism Day 2021: Tourism for Inclusive Growth"                                                    | "Turystyka na rzecz rozwoju sprzyjającego włączeniu społecznemu"                                | Wybrzeże Kości Słoniowej                                  |
| 2022 | “Rethinking Tourism: From Crisis to Transformation”                                                       | "Wymyślenie turystyki na nowo: od kryzysu do transformacji"                                     | Bali, Indonezja                                           |
| 2023 | “Tourism and Green Investments”                                                                           | "Turystyka i zielone inwestycje"                                                                | Riad, Arabia Saudyjska                                    |
| 2024 | "World Tourism Day 2024: Tourism and Peace"                                                               | "Turystyka i pokój"                                                                             | Tbilisi, Gruzja                                           |

Na XV sesji w Pekinie, w październiku 2003 roku, Zgromadzenie postanowiło aby gospodarzem głównych uroczystości każdego roku było państwo z innego kontynentu.
- 2006 – Europa,
- 2007 – Azja Południowa,
- 2008 – obie Ameryki,
- 2009 – Afryka,
- 2011 – Bliski Wschód.

## Dzień Włóczykija w Polsce
W Polsce 23 lipca obchodzone jest nieformalne święto Dzień Włóczykija. Jest okazją w okresie urlopowym do organizowanie wycieczek i rajdów m.in. przez ośrodki wypoczynkowe.